# 瑟涅河
瑟涅河（法語：Seugne，法語發音：[sœɲ]）是法國的河流，位於該國西部，屬於夏朗德河的左支流，河道全長82.4公里，流域面積902平方公里，平均流量每秒6.9立方米，發源自蒙略拉加德，河口處在库尔库里。

## 外部連結
- http://www.geoportail.fr （页面存档备份，存于）
- Sandre數據庫中的瑟涅河